# Conceição do Almeida (kommun)
Conceição do Almeida är en kommun i Brasilien.   Den ligger i delstaten Bahia, i den östra delen av landet, 1 000 km öster om huvudstaden Brasília. Antalet invånare är 17 895.
Följande samhällen finns i Conceição do Almeida:
- Muritiba
- Conceição do Almeida

Omgivningarna runt Conceição do Almeida är en mosaik av jordbruksmark och naturlig växtlighet. Runt Conceição do Almeida är det ganska glesbefolkat, med 47 invånare per kvadratkilometer.